# One Fierce Beer Coaster
One Fierce Beer Coaster drugi je studijski album američkog rock sastava Bloodhound Gang, objavljen 3. prosinca 1996.
Na albumu se nalazio jedan od njihovih najpoznatijih singlova "Fire Water Burn", a pjesmu "Boom" snimili su u suradnji s Vanilla Iceom. 
Na originalnom izdanju su se nalazile još dvije pjesme, jednu od njih, "Yellow Fever", u kojoj je opisan seksualni odnos s azijatkinjom, izdavačka kuća je odbila odbjaviti. 

## Popis pjesama
1. "Kiss Me Where It Smells Funny" – 3:08
2. "Lift Your Head Up High (And Blow Your Brains Out)" – 4:58
3. "Fire Water Burn" – 4:54
4. "I Wish I Was Queer So I Could Get Chicks" – 3:49
5. "Why's Everybody Always Pickin' On Me?" – 3:22
6. "It's Tricky" – 2:37
7. "Asleep at the Wheel" – 4:05
8. "Shut Up" – 3:15
9. "Your Only Friends Are Make Believe" – 7:02
10. "Boom" (ft. Vanilla Ice) – 4:06
11. "Going Nowhere Slow" – 4:22
12. "Reflections of Remoh" – 0:53
13. Fire Water Burn (Donkey Version)" – 4:10
14. Fire Water Burn (Jim Makin' Jamaican Mix)" – 5:00

## Produkcija

### Bloodhound Gang
- Jimmy Pop - vokal
- Lüpüs Thünder - prateći vokal, gitara
- Spanky G - bubnjevi
- Evil Jared - bas-gitara
- DJ Q-Ball - prateći vokal, klavijature

## Top liste
| Billboard Music Charts (Sjeverna Amerika) - album |                   |    |
| 1997.                                             | The Billboard 200 | 57 |
| 1997.                                             | Heatseekers       | 2  |

| Billboard (Sjeverna Amerika) - singlovi |                 |                        |    |
| 1997.                                   | Fire Water Burn | Mainstream Rock Tracks | 28 |
| 1997.                                   | Fire Water Burn | Modern Rock Tracks     | 18 |